# Полиция

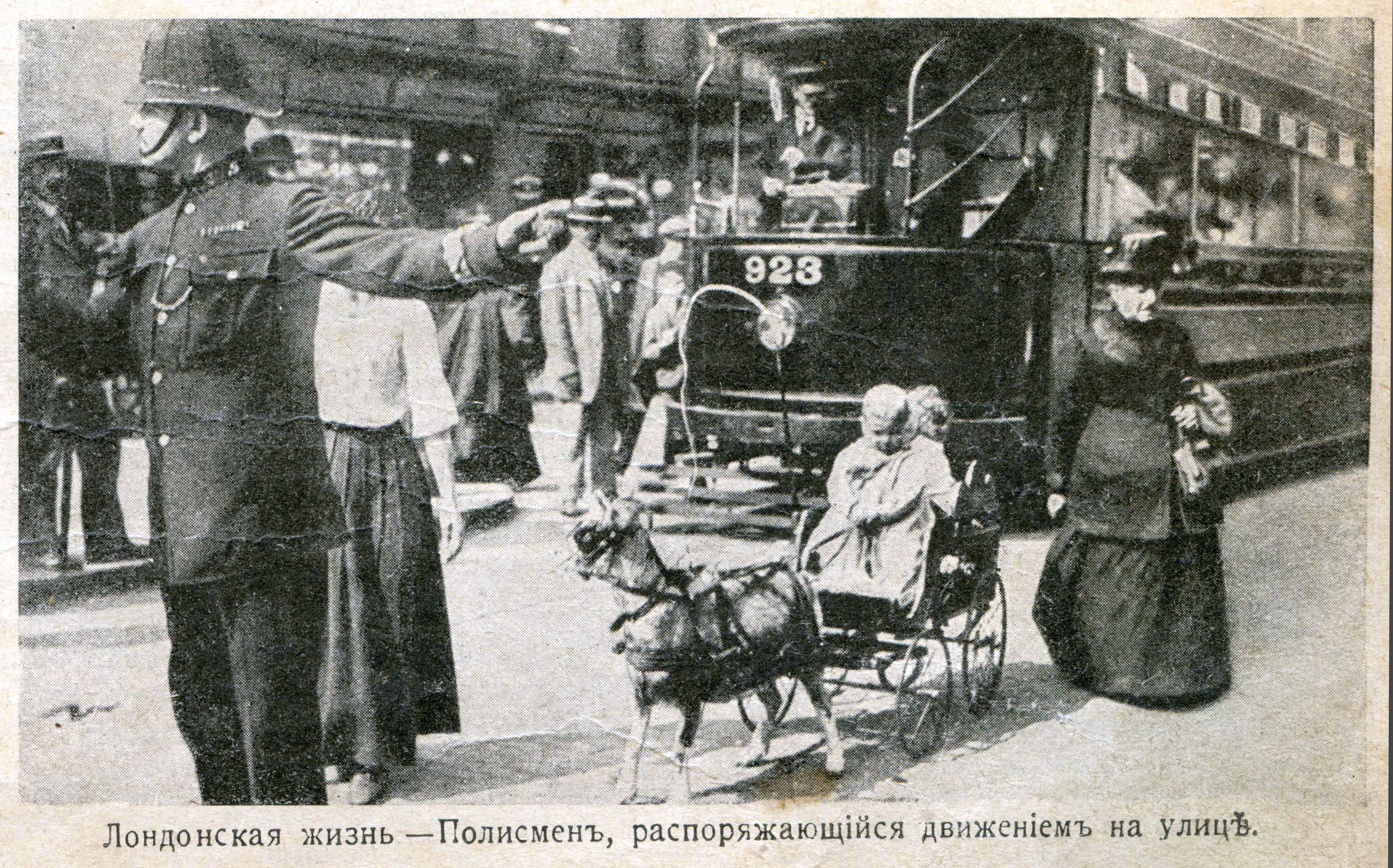
Лондонский полисмен, 1915 год

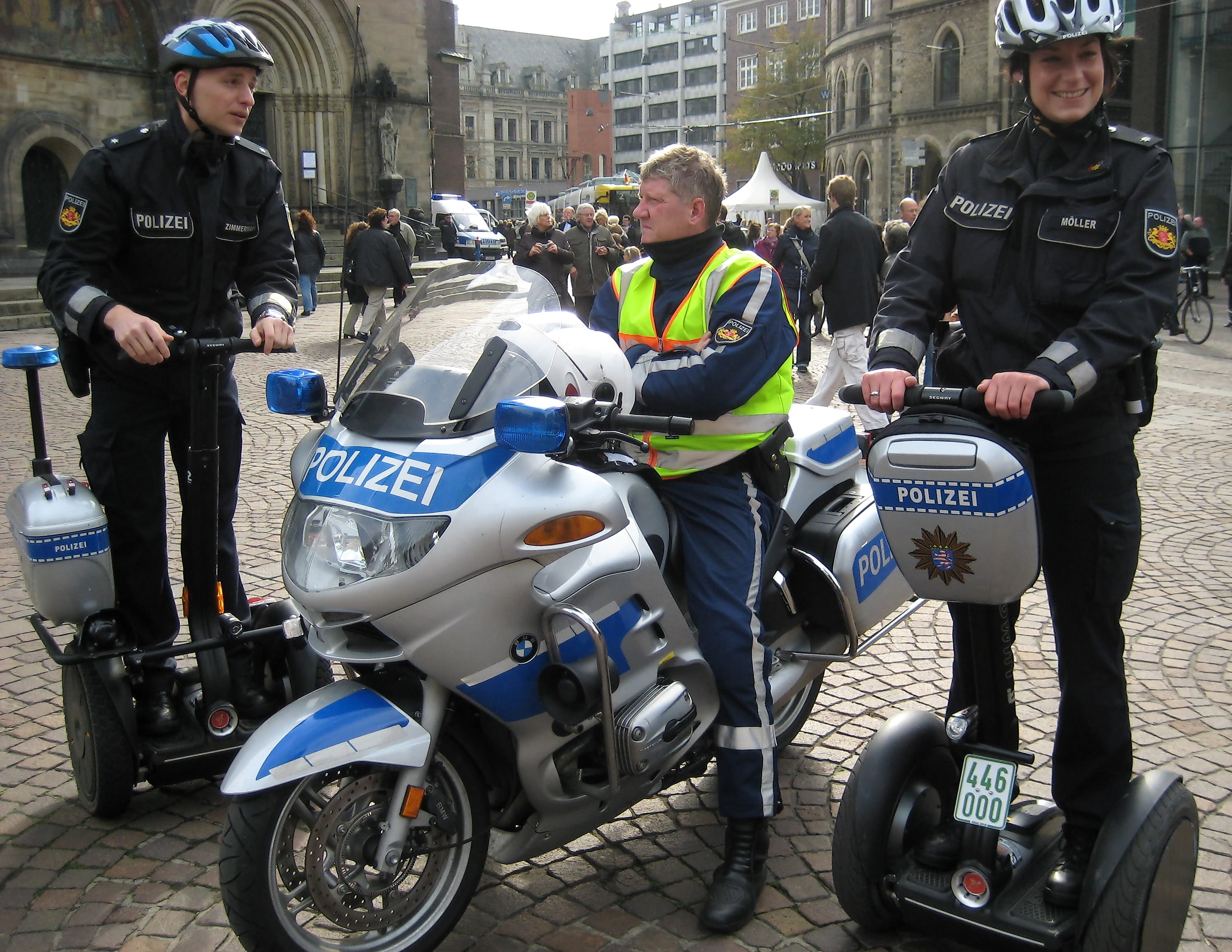
Полиция в Германии

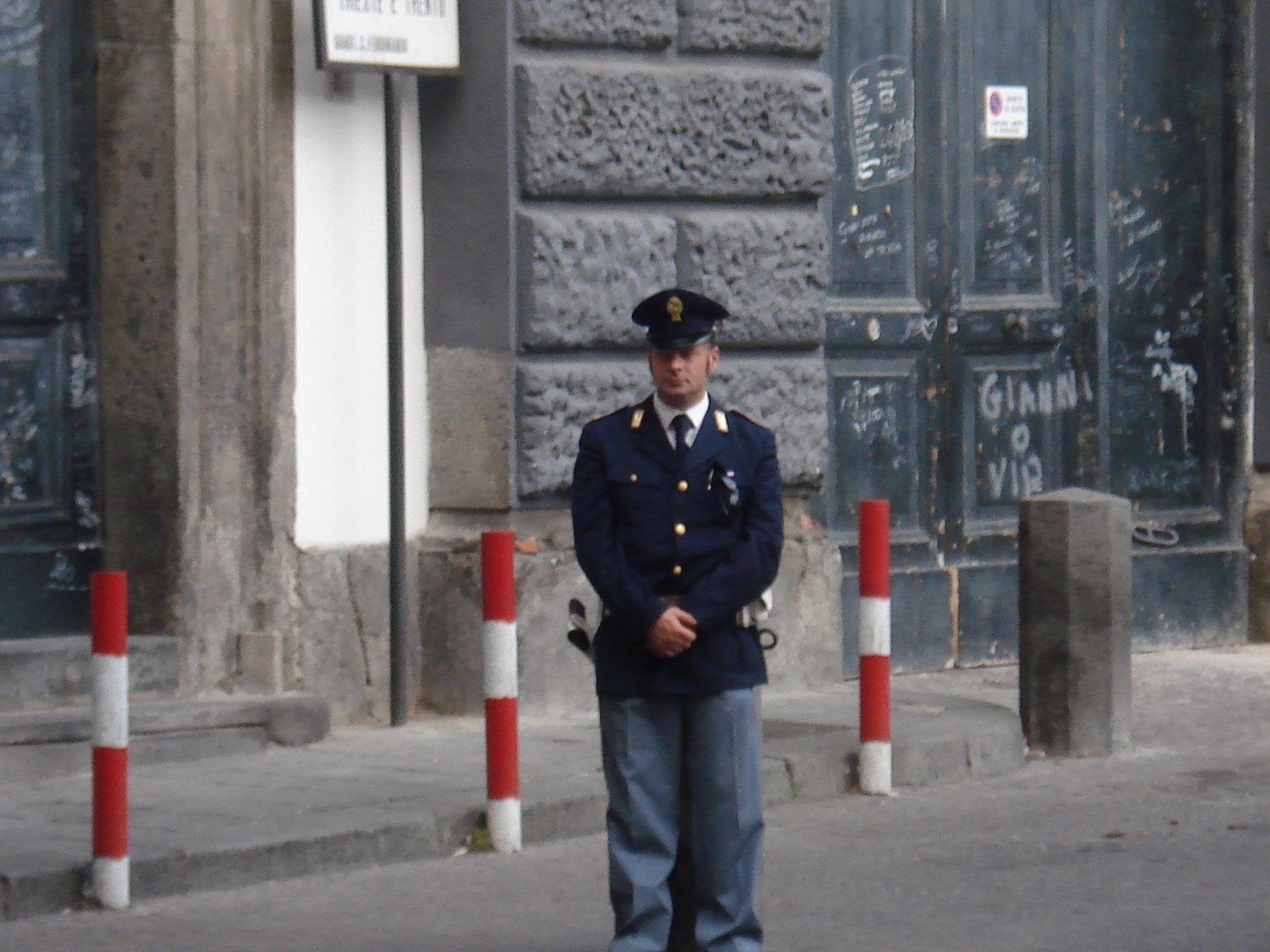
Полицейский в Неаполе

Поли́ция (от греч. πολιτεία, суф. производное от πολις — «государство, город». Полиция буквально — «орган защиты государства») — управление по охране общественного порядка. Характер должностных обязанностей различен в разных странах. Наиболее характерной функцией является предупреждение (предотвращение), пресечение, выявление и раскрытие преступлений и других правонарушений. На полицию могут также возлагаться задачи охраны различных объектов, непосредственного поддержания порядка в общественных местах, регулирования дорожного движения, предупреждения аварийности, осуществления административного контроля и надзора в различных сферах деятельности, исполнения решений других государственных органов и так далее. Во многих странах в ведении полиции находится пожарная охрана и осуществление спасательных операций. Для решения этих задач органы и должностные лица полиции располагают полномочиями, среди которых — полномочия на применение методов принуждения (что не исключает применения в её работе методов убеждения и иных способов обеспечения воздействия правовых норм).
Полицейские системы различных стран могут быть централизованными (Австрия, Франция, РФ и др.) либо децентрализованными (США, Великобритания, Германия и др.). Полицейские службы также могут быть объединены в одном ведомстве (Финляндия) или разбросаны по разным ведомствам (Италия — «страна четырех полиций», Франция — национальная полиция, жандармерия).
Днём рождения штатной полиции в Российской империи принято считать 27 мая 1718 года, когда Пётр I утвердил «Пункты, данные генерал-полицмейстеру» и был назначен первый генерал-полицмейстер северной столицы, им стал генерал-адъютант императора Антон Мануйлович Девиер. В советское время работу по охране общественного порядка выполняла милиция. В 2011 году после реформы МВД милиция была переименована в полицию.
В государствах с разделением властей органы полиции относятся к исполнительной ветви власти, однако органы и должностные лица, связанные с расследованием преступлений и принятием решений по мелким правонарушениям, сохраняют связь с судебной ветвью власти (например, судебная полиция и полицейские трибуналы во Франции).
В большинстве стран органы полиции находятся в ведении МВД или непосредственно входят в его состав. Встречается также подчинение полиции Минюсту, безопасности, либо наличие специализированного министерства или ведомства.
Во многих странах полиция является гражданской структурой, но в ряде стран, например, во Франции, Турции и Чили, наряду с собственно полицией существует жандармерия, которая изначально была частью ВС, а иногда является ей и в настоящее время (например, карабинеры в Италии). Во многих странах полиция обладает ярко выраженными военными характеристиками, полицейские носят звания, аналогичные воинским, (например, генерал полиции), иногда живут в казармах и тому подобном.
Чёткое разграничение между полицией и спецслужбами не всегда возможно, однако существенное различие всё же есть — полиция охраняет общественный порядок, а спецслужбы обеспечивают госбезопасность.
В одних странах спецслужбы полностью отделены от полиции, в других (например, в Малайзии и Ирландии) входят в состав полиции. В ряде стран деятельность органов госбезопасности регламентируется законами, отличными от тех, что регулируют работу полиции.

## История полиции

Полицейский (Латвия), 1931 год

Термин «полиция» впервые применил Мельхиор фон Осса, который в 1542—1545 годы служил канцлером при курфюрсте Саксонском. Для него, как и для Николя де Ламара, опубликовавшего «Трактат о полиции» в 1750 году, это слово означало просто «общественный порядок».
Функции полицейских выполняли специальные группы людей ещё в древности: в Древнем Египте (меджаи), в Китае, Древней Греции, Римской империи и т. д.
До конца XVIII века оно использовалось расширительно, относилось ко всем обязанностям правителей по обеспечению общественного порядка, правосудия, законности, а также условий для безопасной и благоприятной жизни подданных. К середине XVIII столетия в трудах камералистов и других теоретиков этот термин стал трактоваться ещё шире: как забота властителей и государства о физическом и нравственном благополучии подданных. Именно в этом первоначальном смысле его употреблял Адам Смит, определяя в 1766 году «полицию» как «смягчение изъянов в государстве за счёт насаждения чистоты, безопасности и дешевизны или изобилия» — иными словами, исполнения большинства из тех обязанностей государства, которые мы сегодня считаем его общими функциями. Примечательно, что всё это он увязывал именно с городами и городской жизнью. В конце XVIII — начале XIX века понятие «полиция» обрело куда более узкое значение: теперь оно относилось к обязанности государства обеспечивать общественный порядок и соблюдение законов, особенно уголовного законодательства.
Создателем одной из первых полицейских служб был Габриэль Николя де ла Рени, назначенный в 1667 году главой полиции Парижа. Но монополизация государством функций по обеспечению законности и порядка — особенно в англосаксонских странах — произошла сравнительно недавно, лишь в начале XIX века.
Первой полицией современного типа считается Столичная полиция Лондона, основанная Робертом Пилем в 1829 году. «Девять принципов Пиля» нередко цитируются. В частности, седьмой принцип гласит: «Всегда поддерживать отношения с населением, претворяя в жизнь исторические традиции, согласно которым полиция — это общество, а общество — полиция; полиция состоит из представителей населения, которые получают жалованье за то, чтобы полностью посвящать своё внимание обязанностям, возложенным на каждого гражданина, в интересах благосостояния и выживания общества». Этому примеру последовали другие страны. В колониях полиция организовывалась колониальными властями и часто служила лишь их интересам в ущерб местным жителям.
До реформы полиции, предпринятой Пилем на основе Закона о столичной полиции (Metropolitan Police Act, 1829 г.) была распространена частная полиция («охотники на воров»), одной из задач которой была получение предпринимательской прибыли. В этом Пиль усматривал причину коррумпированности прежнего института охраны общественного порядка. Прежний правопорядок в Великобритании, ушедший в небытие в XIX веке, по многим параметрам существенно отличался от нынешнего. Правоохранительная деятельность почти целиком оставалась в руках частных лиц и местных общин. В каждом приходе имелся чиновник — приходской констебль, в задачи которого входил арест нарушителей и расследование преступлений. При этом констебли назначались лишь на один год и, как большинство чиновников в тот период, исполняли свои функции по совместительству, не получая за это денег. На деле они играли роль помощников частных лиц, поскольку в рамках прежней системы основные обязанности по расследованию преступлений и особенно привлечению виновных к суду возлагались на пострадавшую сторону. Несмотря на рекомендации учреждённой в 1839 году Королевской комиссии по констебльской службе и наличие ряда соответствующих законодательных актов, лишь принятый в 1856 году Закон об окружных и районных органах полиции обязал все местные власти создавать полицейские подразделения, финансируемые за счёт местных налогов.
В США движение в этом направлении также происходило медленно и неравномерно, в особенности, естественно, на «Диком Западе». Хотя в странах континентальной Европы государственная полиция имеет более протяжённую историю, даже там резкое усиление роли государства — и ослабление участия гражданского общества в этой деятельности — произошло именно в XIX веке.

## Служба в полиции
Служба в полиции включает:

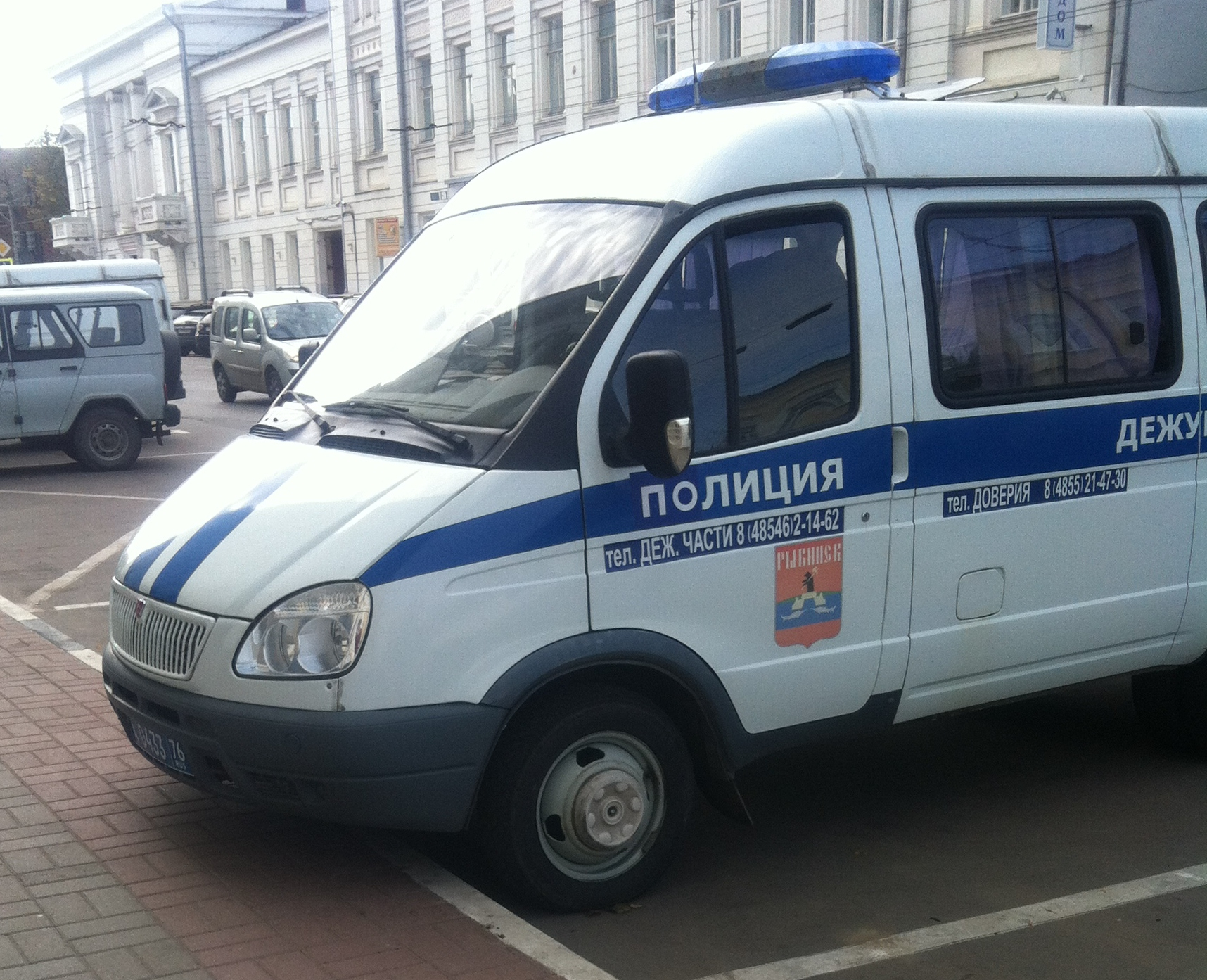
Микроавтобус дежурной части полиции в Ярославской области России

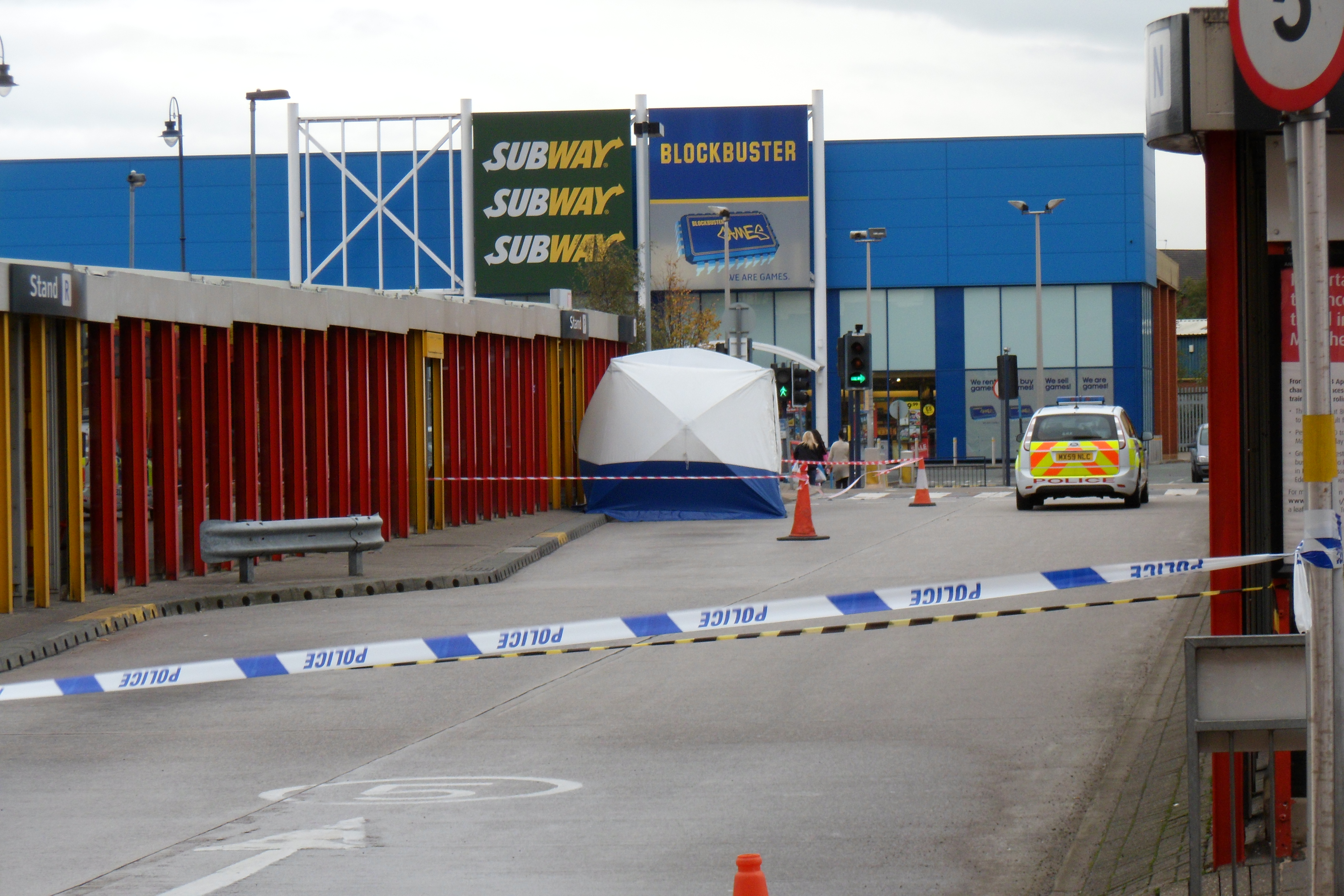
Полиция ведёт сбор улик на месте обнаружения трупа на автобусной остановке в пригороде Манчестера. Тент установлен над трупом.

- патрулирование, при этом полицейские могут передвигаться пешком, верхом или на транспортном средстве, тщательно следя за происходящим. Патрульные полицейские чаще всего служат по сменам, которые могут длиться сутки. В некоторых обстоятельствах полиция берёт на себя различные функции, в том числе те, которые, прямо не входят в её обязанности. Например, в отдельных случаях она занимается лицами с психическими нарушениями, социально незащищёнными и другими людьми, нуждающимися в помощи;

- приём и регистрация заявлений и сообщений о совершённых или подготавливаемых правонарушениях, а также происшествиях; прибытие на место совершения правонарушения, место происшествия; пресечение противоправных деяний, устранение угроз безопасности граждан и общественной безопасности; документирование обстоятельств совершения правонарушения, обстоятельств происшествия; оказание помощи (прежде всего, первой медицинской) лицам, пострадавшим от правонарушений и (или) несчастных случаев;

- расследование преступлений, которым занимаются прежде всего сотрудники служб уголовного розыска;

- регулирование дорожного движения. Дорожная полиция, кроме наблюдения за дорожным движением и его регулирования, также осуществляет проверки водителей на употребление ими алкоголя, проверки использования ремней безопасности и т. п. Помимо этого, она обычно занимается расследованием дорожно-транспортных происшествий.

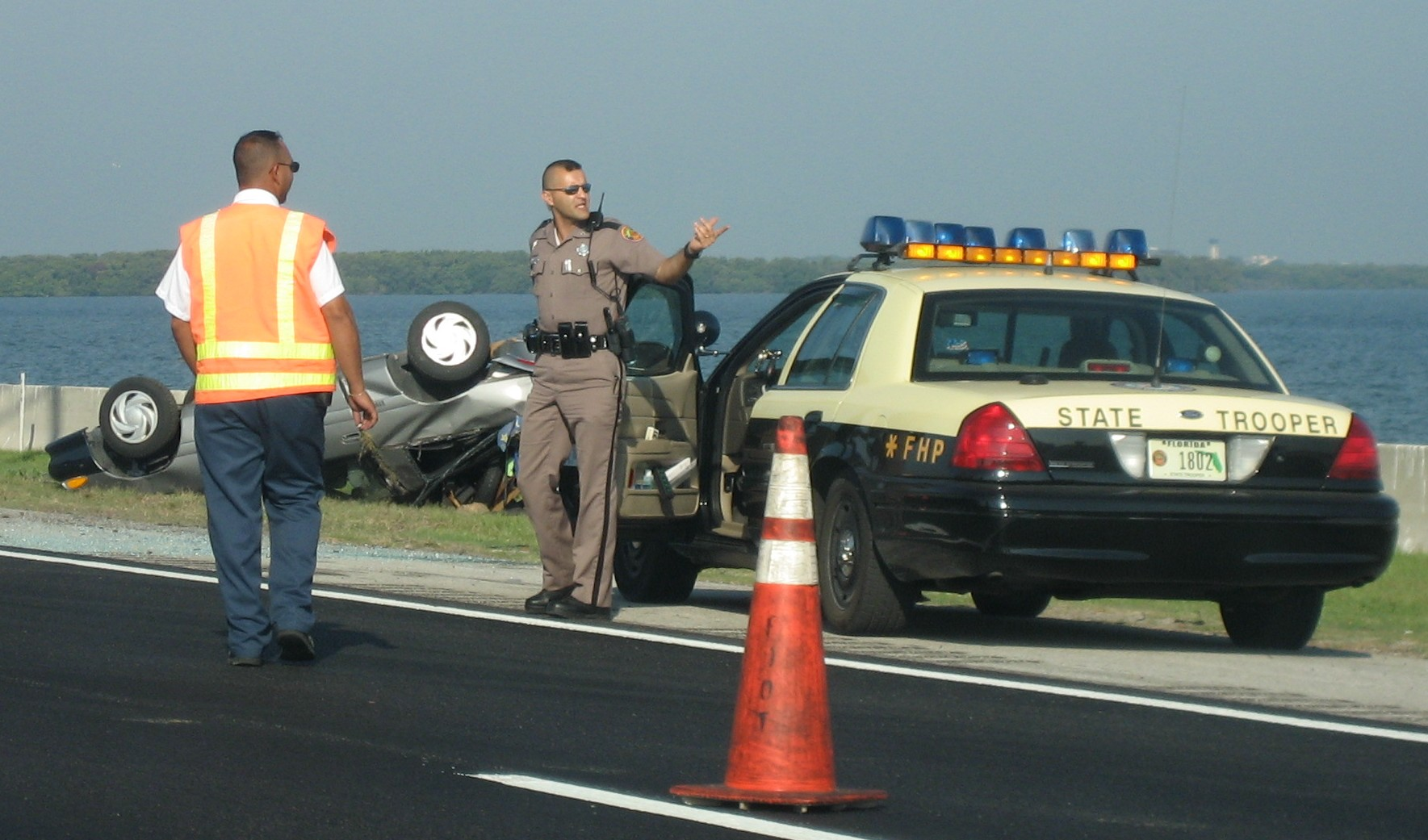
Сотрудник дорожной полиции Флориды на месте ДТП

Помимо этого полиция может осуществлять также административные функции (например, выдача паспортов, различных разрешений), осуществлять функции уголовного преследования (как правило, до определённого уровня), заниматься охраной высокопоставленных лиц и т. п.
Полиция организована как по территориальному, так и по функциональному принципу. Её организация может быть централизованной или децентрализованной. Например, в России существует централизованная структура полиции, при которой её руководство составляет планы, которые необходимо выполнить сотрудникам полиции на местах и регулярно проводит оценку их выполнения. В децентрализованных структурах, как например, в США, местный шериф (лицо, избранное местным населением) пользуется широкой свободой действий, принимая решения о том, какими вопросами следует заниматься, а какие заслуживают меньшего внимания.
Полиция наделена широкими полномочиями, которые могут оказывать существенное воздействие на жизнь людей, а при неправомерном применении приводить к нарушениям прав человека.
Деятельность полиции связана с проведением арестов и задержаний в случае необходимости. Они должны осуществляться в соответствии с принципами прав человека.
В распоряжении полиции есть специальные средства и огнестрельное оружие. Полицейские должны использовать их лишь в рамках закона и соразмерно необходимости, а при превышении полномочий нести за это уголовную ответственность. В некоторых странах нормативными документами подробно регулируются правила применения силы сотрудниками полиции, такие правила выделяют несколько уровней применения силы и несколько уровней сопротивления субъекта применения силы.
Расследование совершённых преступлений — одна из основных функций полиции. Сотрудники полиции, которые не предотвращают и не пресекают противоправные действия, пренебрегают возложенными на них обязанностями и могут быть привлечены к уголовной ответственности.
Работа полиции на массовых мероприятиях, таких как шествия и митинги, представляет собой особый вид её деятельности. Полиции следует взаимодействовать с организаторами мероприятий для выявления рисков и причин возможной напряжённости до её возникновения.

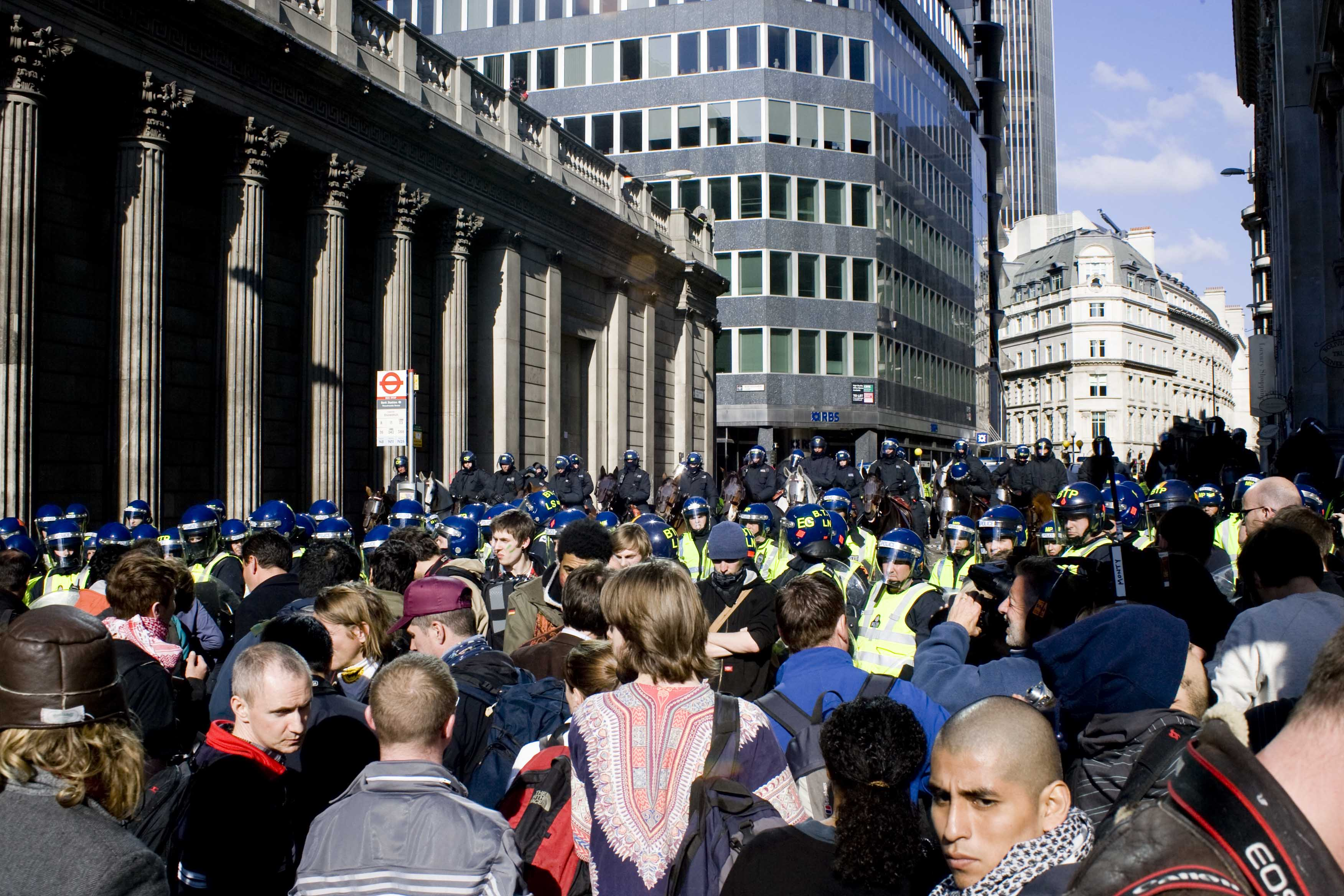
Полиция в Лондоне во время протестов по случаю саммита Большой двадцатки 1 апреля 2009 г.

По своему характеру работа полиции особенно подвержена влиянию коррупции. Коррупция в полиции нередко сочетается с коррупцией в политических кругах и политическим вмешательством в её деятельность. В наихудшем проявлении коррупция может превратить полицию в преступную организацию, подчинённую собственным правилам и действующую лишь ради личной выгоды.

## Сотрудники полиции
Численное соотношение полиции и населения в различных странах широко варьируется: например, в Чехии на 178 человек приходится один сотрудник полиции, а в Бангладеш — один на 1200 человек. Для стран Евросоюза, как правило, это соотношение составляет 1 к 300—400.

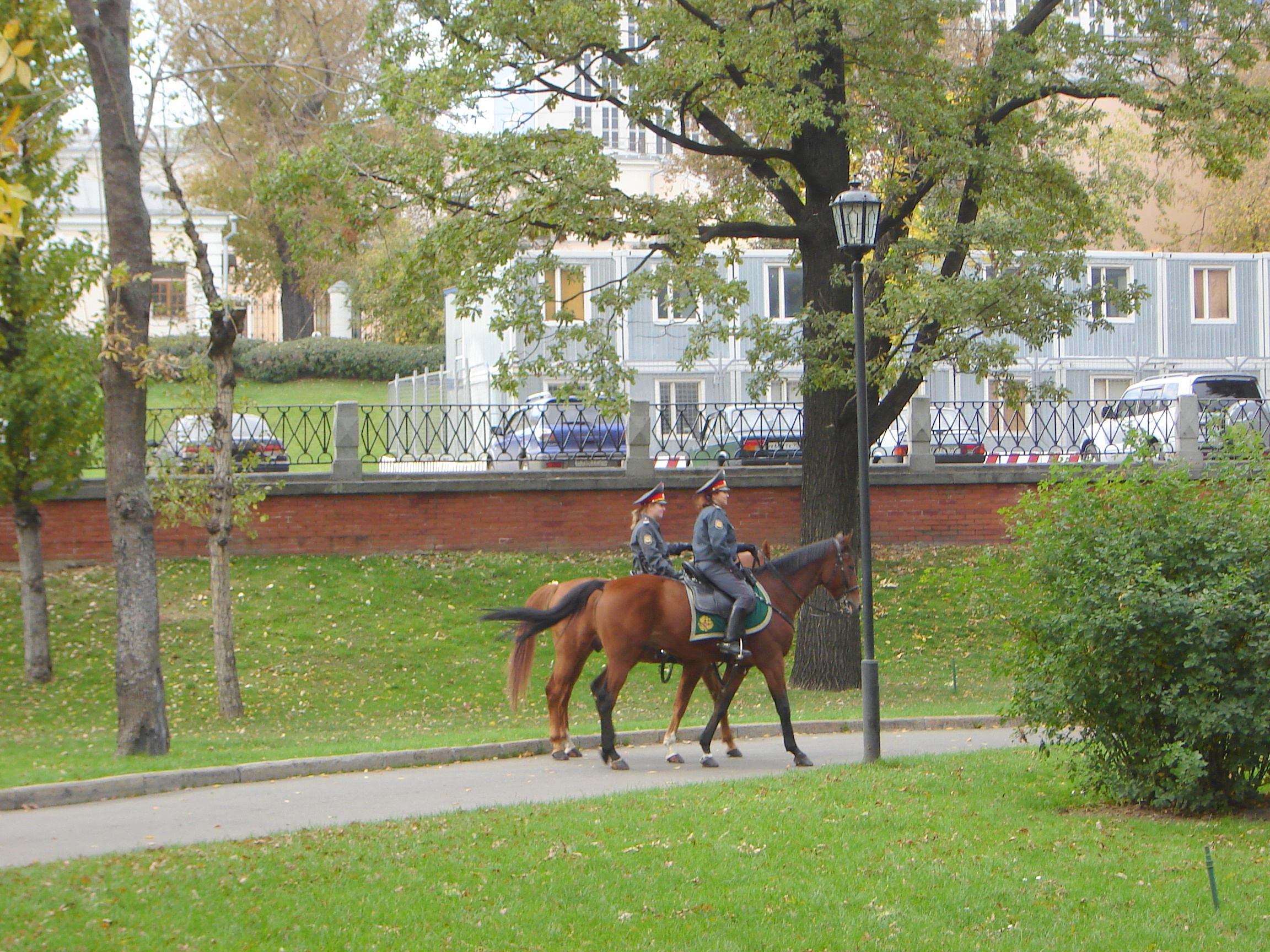
Женская конная полиция в Александровском саду, Москва

Сотрудниками полиции в любой стране мира являются как мужчины, так и женщины. Наличие женщин в полиции важно, поскольку у потерпевших женщин, переживших сексуальное насилие, должна быть возможность заявить о нём и о других формах насилия женщинам-полицейским, которые должны быть психологами. Кроме того, личный досмотр по возможности должен производиться группой сотрудников одного пола с обыскиваемым.

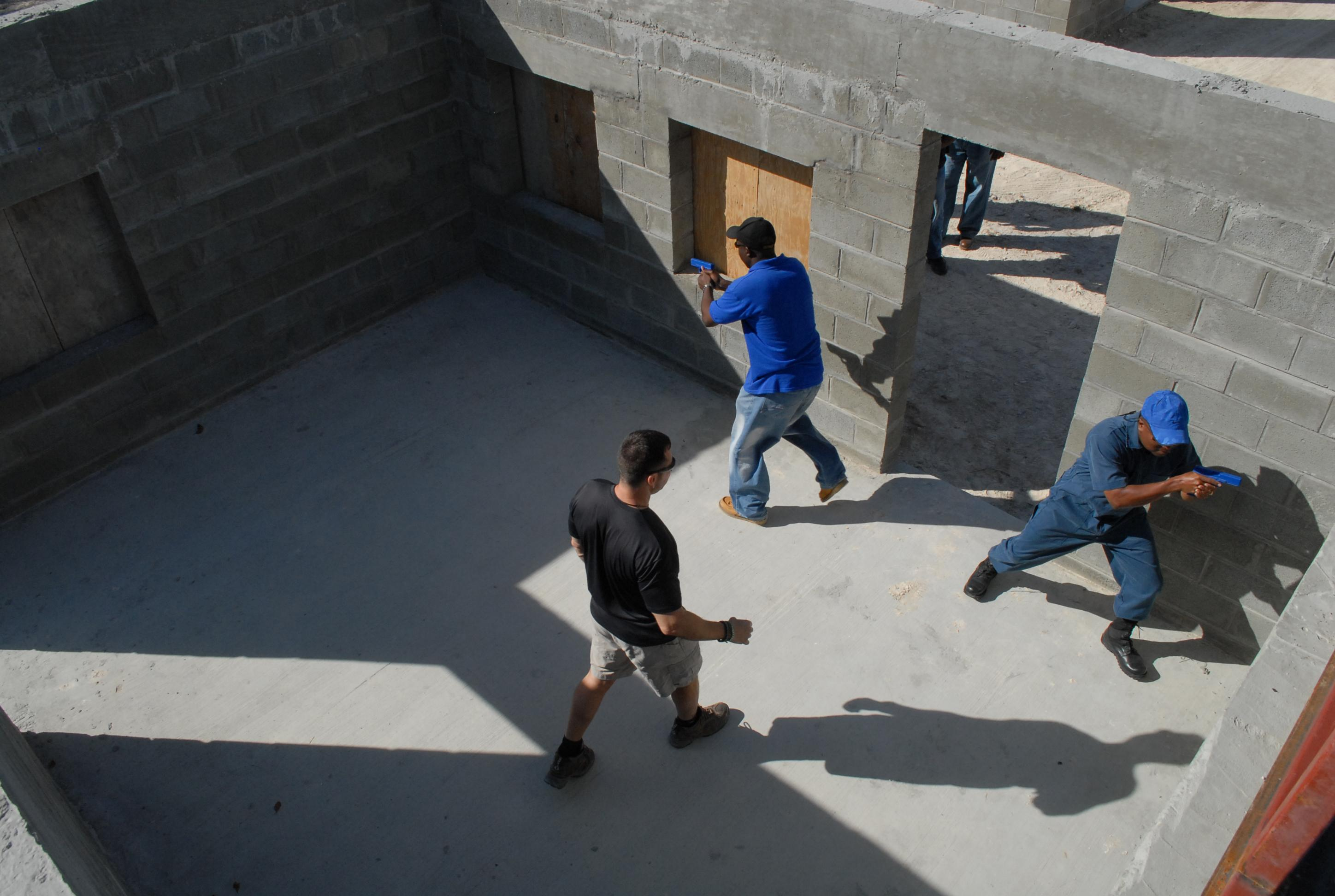
Сотрудник ФБР обучает полицейских Антигуа и Барбуды

Основным и практически единственным критерием отбора кандидатов на службу в полицию полицейских в большинстве стран являются их физические данные, как правило, включающие рост и вес, а также способность пройти практические испытания. Чаще всего отбираются сотрудники определённого возраста (например, от 18 до 30 лет). В большинстве стран от кандидатов требуют наличия минимального уровня образования. В некоторых странах используются более сложные методы тестирования, направленные на выявление умственных способностей и личных качеств кандидатов. Как правило в тестах основное внимание уделяется таким личностным качествам, как стрессоустойчивость и эмоциональная уравновешенность.
Во многих государствах руководящим сотрудникам полиции обязательно требуется
юридическое образование. В некоторых странах они обязаны начинать службу в полиции с рядового уровня.
Как правило, подготовка полицейских сначала ведётся в учебном центре и длится от 3 до 18 месяцев, а затем следует стажировка под руководством старшего сотрудника. При обучении полицейских применяются различные методики. Например, при обучении применению огнестрельного оружия в ряде стран используют следующую методику. Обучаемый получает оружие, которое соединено с экраном с помощью лазера. На экране демонстрируется видеозапись инцидента, на который он должен отреагировать. Ему необходимо решить, что следует предпринять, а затем обосновать своё решение. Инструктор обсуждает с обучаемым каждое совершённое им действие (достал оружие, прицелился, выстрелил) и выясняет, почему он принял именно такое решение и каким образом оно соотносится с требованиями соразмерности, необходимости и законности. Если обучаемый решает открыть огонь и поражает цель, то на экране можно будет увидеть раненого или убитого человека. С другой стороны, если обучаемый решит не стрелять, то также увидит последствия своего решения: возможно, что под огонь попадёт он сам.
Некоторые полицейские учебные центры используют учебные городки, где можно имитировать такие ситуации, как мирные демонстрации, протесты, действия футбольных болельщиков, криминальные действия и прочее.
Полицейские, которые принимаются на работу в подразделения уголовного розыска, перед этим изучают уголовное и уголовно-процессуальное право, а также криминалистику. Для обучения курсантов следственным методам некоторые полицейские училища прибегают к помощи профессиональных актёров. Курсантам предъявляют «подозреваемого» (актёра), которого им надлежит как можно более полно допросить. Допрос записывается на плёнку для последующего обсуждения с точки зрения коммуникации, тактики и законности.

## Организация полиции в странах мира
В современных государствах существуют две формы организации полицейских органов: централизованная и децентрализованная. К первым можно отнести, например, Великобританию, все органы полиции которой подчинены Генеральной дирекции национальной полиции в составе МВД Великобритании.
Децентрализованная система присуща странам, в которых полиция имеет два источника финансирования: федеральный (подчинены напрямую МВД) и местный (подконтрольны органам местного самоуправления). Так, в отличие от большинства стран мира, в США нет единого органа полиции: функции по охране правопорядка в Соединённых Штатах выполняют ФБР, Управление по борьбе с наркотиками, Бюро алкоголя, табака, огнестрельного оружия и взрывчатых веществ и т. д. Однако в США, также, как и во многих странах, существует местная полиция, подчинённая напрямую губернаторам штатов.
Во многих странах до сих пор функционирует частная полиция, обеспечивающая охрану коммерческих объектов и осуществляющая частный розыск.
Во многих странах существует военная полиция, занимающаяся пресечением и расследованием преступлений в воинских частях.
Специфическим видом полиции является исламская полиция или так называемая шариатская гвардия, действующая в некоторых мусульманских странах. Они следят за соблюдением среди населения законов шариата. Такой орган функционирует до сих пор в Саудовской Аравии и Афганистане.

## Полиция по странам
- Австрия — Федеральная полиция Австрии
- Австралия — Федеральная полиция Австралии
- Албания — Полиция Албании
- Ангола — Полиция Анголы
- Аргентина — Полиция Аргентины
- Армения — Полиция Республики Армения
- Болгария — Полиция Болгарии
- Ватикан — Полиция Ватикана
- Великобритания — Правоохранительные органы Великобритании
- Германия — Полиция Германии
- Греция — Полиция Греции
- Израиль — Полиция Израиля
- Канада — Королевская канадская конная полиция
- Кения — Полиция Кении
- Латвия — Полиция Латвии
- Люксембург — Полиция Великого Герцогства Люксембург
- Молдова — Полиция Молдавии
- Пакистан — Полиция Пакистана
- Россия — Полиция России
- Сальвадор — Полиция Сальвадора
- Сомали — Полиция Сомали
- США — Органы правопорядка США
- Украина — Национальная полиция Украины
- Финляндия — Полиция Финляндии
- Швейцария — Полиция Швейцарии
- Швеция — Полиция Швеции
- Япония — Полиция Японии

Численность полиции по странам
- Список стран по численности полиции